# هرسنیه
هِرِسنیه (به مجاری:  Heresznye) یک منطقهٔ مسکونی در مجارستان است که در ناحیه بارچ واقع شده‌است. هرسنیه ۹٫۹ کیلومتر مربع مساحت و ۲۰۳ نفر جمعیت دارد.